# Lundbjörksjön
Lundbjörksjön eller Lundbjörktjärnen är en sjö i Leksands kommun i Dalarna och ingår i Dalälvens huvudavrinningsområde. Sjön har en area på 0,0626 kvadratkilometer och ligger 172,9 meter över havet.

## Delavrinningsområde
Lundbjörksjön ingår i det delavrinningsområde (675033-144519) som SMHI kallar för Utloppet av Siljan. Medelhöjden är 181 meter över havet och ytan är 586,86 kvadratkilometer. Räknas de 1047 avrinningsområdena uppströms in blir den ackumulerade arean 11 955,03 kvadratkilometer. Avrinningsområdets utflöde Dalälven (Österdalälven) mynnar i havet. Avrinningsområdet består mestadels av skog (29 procent). Avrinningsområdet har 292,16 kvadratkilometer vattenytor vilket ger det en sjöprocent på 49,7 procent. Bebyggelsen i området täcker en yta av 33,17 kvadratkilometer eller 6 procent av avrinningsområdet.